# Finis Poloniae 1831 (obraz Dietricha Montena)
Finis Poloniae 1831 (pełny tytuł: Finis Poloniae. Abschied der Polen von ihrem Vaterlande 1831) – obraz olejny namalowany przez niemieckiego malarza Dietricha Montena w 1832, znajdujący się w zbiorach Starej Galerii Narodowej w Berlinie.

## Opis
Dietrich Monten namalował swoje dzieło rok po upadku powstania listopadowego w Królestwie Polskim. Swojemu obrazowi nadał łaciński tytuł Finis Poloniae 1831, co oznaczało „Koniec Polski 1831” – było to nawiązaniem do rzekomego okrzyku Tadeusza Kościuszki, który miał je wznieść 10 października 1794 po zakończonej klęską bitwie z Rosjanami pod Maciejowicami. Ów okrzyk okazał się być spreparowanym przez pruską propagandę, gdyż Kościuszko stanowczo zaprzeczał temu, jakoby miał wykrzyczeć łacińską sentencję tej treści, ale pruska wersja wydarzeń została szeroko rozpowszechniona i wielu Polaków żyjących pod zaborami dało jej wiarę. Łacińska sentencja wykorzystana jako tytuł przez Dietricha Montena i sam obraz nawiązywały swym przekazem do politycznych pieśni i wierszy nazwanych Polenlieder (Pieśni o Polsce) skomponowanych przez niemieckojęzycznych poetów i literatów na cześć powstania listopadowego i polskich powstańców.
Finis Poloniae 1831 jest obrazem o symbolicznym charakterze, całkowicie odpowiadającym nastrojom tamtych czasów. Widać na nim rozbite polskie oddziały powstańcze przekraczające granicę z Prusami. Na środku obrazu widać polskiego oficera na białym koniu, który, trzymając bikorn w wyciągniętej ręce, oddaje ostatni pokłon ojczyźnie. Wokół niego zebrali się zrozpaczeni i zamyśleni żołnierze – dwóch z nich bagnetami niszczy sztandar. Za nimi widnieje słup graniczny z napisem „Finis Poloniae” – granica kraju jest tu równa końcu istnienia państwa polskiego.